# Estación Hospital Naval
Hospital Naval es una estación ferroviaria ubicada en la localidad de Berisso, partido de Berisso, Provincia de Buenos Aires, Argentina.

## Servicios
La estación correspondía al Ferrocarril General Roca, en el ramal que conecta las terminales Plaza Constitución, La Plata y Río Santiago.

## Historia
El Tiro Federal Argentino de La Plata, fue fundado en el año 1895, en los terrenos hoy pertenecientes a Destilería La Plata, siendo apadrinado en su oportunidad por el Sr. Gobernador Marcelo Udaondo y el Sr. Intendente de la ciudad de La Plata, Dr. Dardo Rocha.
En la década de 1950, ante el requerimiento por parte de Yacimientos Petrolíferos Fiscales de las tierras a los fines de extender la Destilería La Plata, se entregan al Tiro Federal Argentino La Plata, las tierras donde actualmente se ubica dicha Institución.